# Amtsgericht Cuxhaven

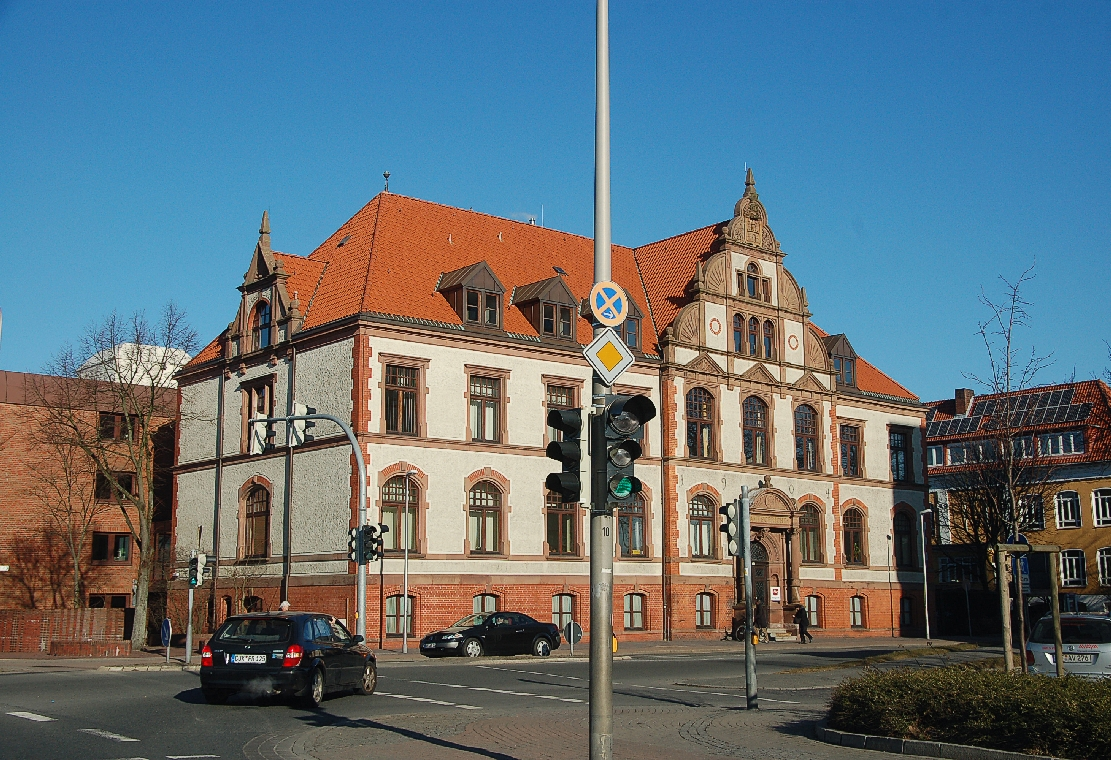
Amtsgericht Cuxhaven

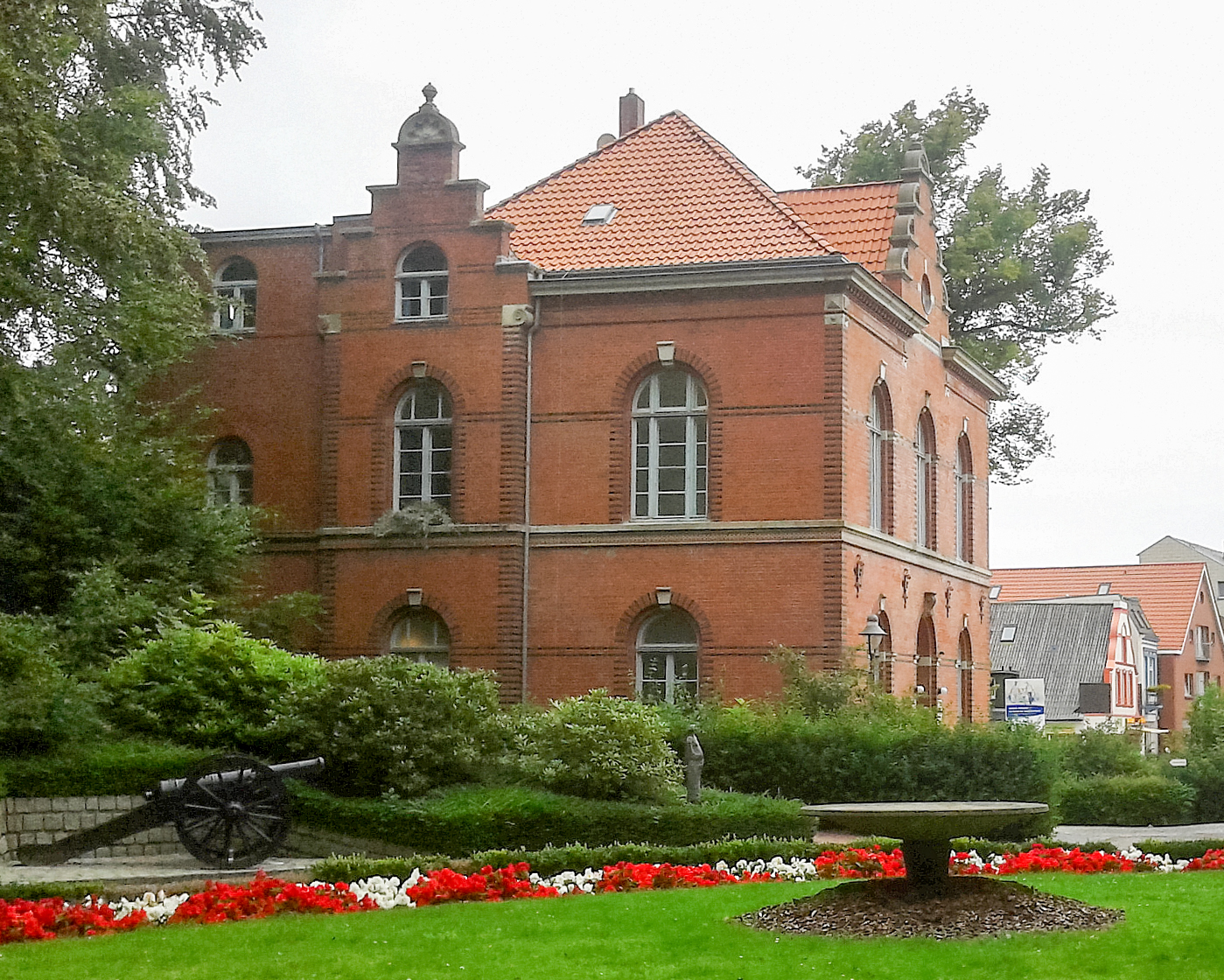
Heutiges Künstlerhaus im Schlosspark und ehemaliger Sitz des Amtsgerichts Ritzebüttel

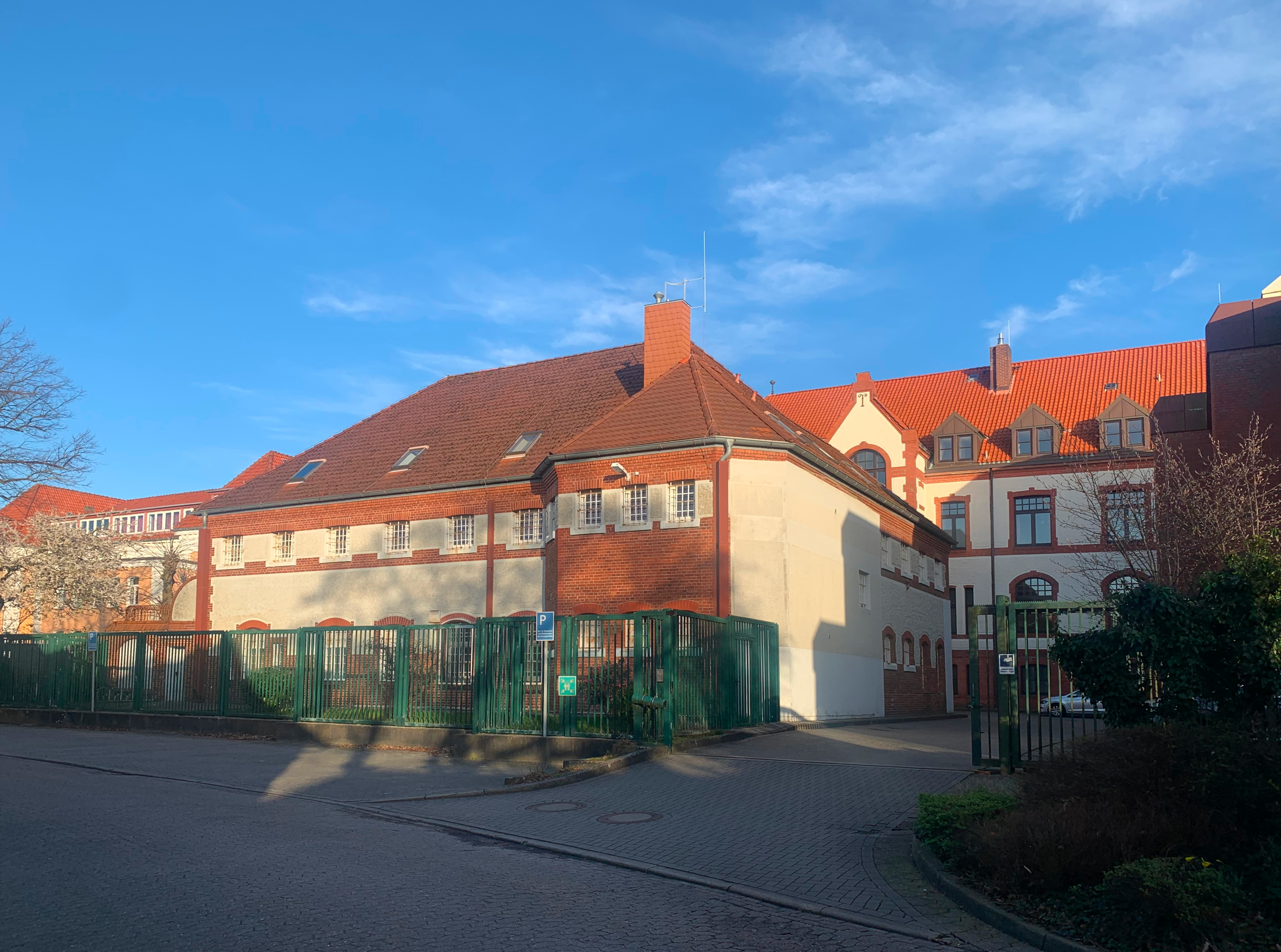
Gefängnis des Amtsgerichts Cuxhaven an der Rückseite des Amtsgerichtes

Das Amtsgericht Cuxhaven, Deichstraße 12a, ist eines von acht Amtsgerichten im Landgerichtsbezirk Stade und hat seinen Sitz im niedersächsischen Cuxhaven. Es wurde mit der Einrichtung der Landherrenschaft Ritzebüttel 1864 gegründet.
Dem Amtsgericht Cuxhaven sind im Instanzenzug das Landgericht Stade, das Oberlandesgericht Celle sowie der Bundesgerichtshof in Karlsruhe übergeordnet.
Das Gericht ist zentral für alle Insolvenzsachen des Landgerichtsbezirks zuständig. Behördenleiter ist seit 2014 der Direktor des Amtsgerichts Andreas Frank.

## Gebäude
Das denkmalgeschützte zweigeschossige verputzte Gebäude von 1904, Deichstraße 12A, mit einem fast mittigen neobarocken Giebelrisalit wurde auf Veranlassung des Amtsverwalters Kaemmerer im Stil des Historismus gebaut.
Das Gebäude Altes Amtsgericht von 1892 wurde unter Amtsverwalter Werner mit Genehmigung der Hamburgischen Bürgerschaft im Park von Schloss Ritzebüttel errichtet und dient heute als Künstlerhaus.